# Feudale baronie
De Schotse feudale baronie is een waardigheidstitel. Na het afschaffen van 'the feudal Tenure' in een wet uit het jaar 2000, is deze los komen te staan van macht en verantwoordelijkheid. Door de wet zijn Schotse feodale baronieën ook los komen te staan van het land waar zij vroeger toe behoorden. Zo kunnen zij los van macht, verantwoordelijkheid en land verhandeld worden als waardigheidstitels.

## Engeland
In Engeland bestaan feodale baronnen al niet meer sinds 1660, toen het parlement 'the feudal Tenure' afschafte. Twee jaar later gebeurde dit ook in Ierland. De meeste feodale baronieën zijn opgegaan in de hoge adel, de peerage en zo 'echte' baronnen geworden.

## Types
Schotse feudale baronieën kunnen op twee manieren te koop worden aangeboden; 'perfect en inperfect'.
Perfect houdt in dat de baronie geleverd zal worden met foutloze documentatie en achtergrond. Prijzen beginnen dan ook bij 100.000 dollar daarboven op komt de waarde van gebouwen en land die eraan verbonden zijn.
Imperfect zal misschien maar de helft hiervan kosten, echter de nieuwe eigenaar zal de postnominale titel van Baron ongeveer twintig jaar moeten voeren en dragen en consequent toepassen. Als in deze periode geen bezwaar wordt gemaakt bij Lord Lyon en als deze de documentatie van de baronie slechts een ietsje minder dan perfect acht, dan kan hij de nieuwe eigenaar een wapen en chapeau toekennen en zal zo de baronie erkend worden als eigendom van de nieuwe eigenaar. Tevens zal dan de baronie perfect verklaard worden.

## Aanspreekvorm
De correcte manier om een Schotse Feodale Baron aan te spreken is: John Smith, Baron of (the Barony of) Little Sniffling .
Feodale baronnen worden nooit aangesproken als: Lord Smith, want dit zou verwijzen naar een lid van de hoge adel, een peer.

## Paspoort
Men mag zijn waardigheidstitel laten inschrijven in paspoorten, rijbewijzen, creditcards e.d. tevens mag men zijn baronnelijke wapen voeren in briefhoofden. 
Schotse Feodale Barons titels verlenen geen adeldom, de peerage. De titel is een territoriale benoeming van eer en waardigheid.